# Rue Carle-Hébert
La rue Carle-Hébert est une voie de la commune française de Courbevoie.

## Situation et accès
Elle relie la rue de Bezons à la place de l'Hôtel-de-Ville.
Elle est accessible par la station de métro Esplanade de la Défense sur la ligne 1 du métro de Paris.

## Origine du nom

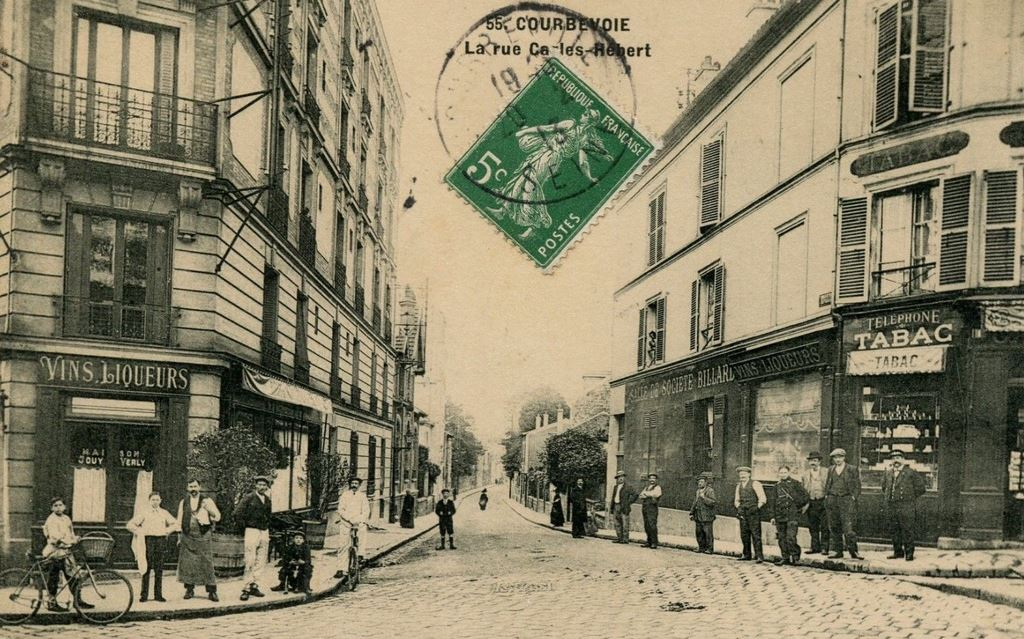
Carte postale ancienne.

Elle s'appelle primitivement ruelle des Champs puis rue Basse de la Côte.
Elle est renommée en l'honneur d'Auguste Adolphe Carle (quincailler né à Courbevoie le 10 juin 1846) et d'Auguste Joseph Hébert (couvreur né à Senots, dans l'Oise, le 12 septembre 1833). Le 16 avril 1871, pendant la commune de Paris, ces deux sapeurs-pompiers périssent dans un incendie provoqué par un obus tiré depuis le Mont Valérien. Ils reposent au cimetière des Fauvelles dans le caveau aménagé sous le monument aux Victimes du devoir, avec Joseph Alphonse Gravet (blanchisseur né à Courbevoie le 15 mai 1830), mort dans les mêmes circonstances et qu'une voie de Courbevoie, aujourd'hui incorporée à la rue Molière, honorait jadis.

## Bâtiments remarquables et lieux de mémoire
- Parc des Pléiades.